# Watt-Waage
Die Watt-Waage, seit 2017 auch Kibble-Waage (zu Ehren ihres Erfinders Bryan Kibble), ist ein experimenteller Aufbau, mit dem eine Relation zwischen der Planck-Konstante und der Maßeinheit Kilogramm erzeugt werden kann. Mit festgelegtem Kilogramm konnte somit die Planck-Konstante bestimmt werden und seit dem 20. Mai 2019, als der Planck-Konstante ein fester Zahlenwert zugewiesen wurde, kann damit die Maßeinheit Kilogramm realisiert werden.

## Hintergrund
Bis zur Revision des SI von 2019 war das Kilogramm die einzige SI-Basiseinheit, die nicht mit Hilfe einer Messvorschrift realisiert werden konnte. Es war seit 1889 über das in Paris aufbewahrte Urkilogramm definiert. Vergleichsmessungen zwischen diesem Prototyp und nationalen Kopien zeigten eine Auseinanderentwicklung von etwa 50 ppb über 100 Jahre. Über Jahrzehnte bemühten sich deshalb Physiker, die Reproduzierbarkeit von Experimenten, mit denen die Masseneinheit auf Naturkonstanten zurückgeführt werden kann, auf unter 10 ppb zu verbessern. Ein Ansatz war die 1975 von B. P. Kibble am britischen National Physical Laboratory (NPL) vorgeschlagene Watt-Waage. Am 20. Mai 2019 wurde das Urkilogramm aus dem SI-System entfernt und stattdessen ein Zahlenwert für die Planck-Konstante festgelegt.

## Messprinzip

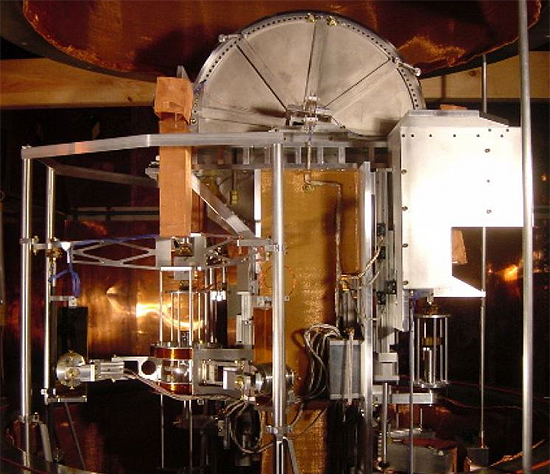
Die Watt-Waage am NIST

An einer Spule {\displaystyle L} in einem Magnetfeld {\displaystyle B} werden nacheinander zwei Experimente durchgeführt, eine Wägung und eine Bewegung. Bei der Wägung wird der Strom {\displaystyle I} gemessen, der für die Kompensation der Gewichtskraft der Masse {\displaystyle m} nötig ist, bei der Bewegung wird die Induktionsspannung {\displaystyle U} gemessen, die durch eine vertikale Bewegung mit einer Geschwindigkeit {\displaystyle v} erzeugt wird.
{\displaystyle I\cdot B\cdot L=m\cdot g}
Darin ist {\displaystyle g} die Schwerebeschleunigung, die durch Fallexperimente sehr genau gemessen, also auf die durch Naturkonstanten festgelegten Basiseinheiten Meter und Sekunde zurückgeführt werden kann.
Die interferometrisch kontrollierte Bewegung mit der Geschwindigkeit {\displaystyle v} induziert eine Spannung
{\displaystyle U=B\cdot L\cdot v,}
die stromlos gemessen wird. 

Die Proportionalitätskonstante {\displaystyle B\,L} mit magnetischer Flussdichte {\displaystyle B} und die Induktivität {\displaystyle L} der Spule darf man bei der Multiplikation der beiden Gleichungen herauskürzen, da sie für beide Experimente identisch ist:
{\displaystyle U\cdot I=m\cdot g\cdot v}
Auf den beiden Seiten dieser Gleichung steht eine Leistung mit der Einheit Watt. Dies gab dem Verfahren den Namen. Eine direkte elektrische Leistungsmessung wäre durch die Joulesche Wärme verfälscht. Um ein Messergebnis für die Masse zu erhalten, wird diese Gleichung noch umgeformt zu:
{\displaystyle m={\frac {U\cdot I}{g\cdot v}}}
Darin wird die Spannung {\displaystyle U} als {\displaystyle n}-Faches einer Josephson-Spannung
{\displaystyle U_{\mathrm {J} }=f_{\mathrm {J} }\cdot {\frac {h}{2e}}}
gemessen, die über die Mikrowellenfrequenz {\displaystyle f_{\mathrm {J} }} präzise einstellbar ist. {\displaystyle h} ist die Planck-Konstante und {\displaystyle e} die Elementarladung.
Der Strom {\displaystyle I} wird mittels des Quanten-Hall-Effektes ebenfalls über eine Spannung bestimmt:
{\displaystyle I={\frac {U'}{R}}={\frac {n'\cdot U_{\mathrm {J} }'}{r\cdot R_{\mathrm {K} }}}}
Darin sind {\displaystyle n'} und {\displaystyle r} weitere dimensionslose Faktoren und {\displaystyle R_{\mathrm {K} }=h/e^{2}} ist die Von-Klitzing-Konstante.
Von den in beiden Quanteneffekten auftretenden Naturkonstanten {\displaystyle h} und {\displaystyle e} kürzt sich Letztere heraus:
{\displaystyle U\cdot I={\frac {n\cdot n'}{r}}\cdot f_{\mathrm {J} }\cdot f_{\mathrm {J} }'\cdot {\frac {h}{4}}}

## Experimentelles
Die Messung findet in einem sehr komplexen Aufbau im Hochvakuum statt. Störende Magnetfelder müssen auch auf größere Entfernungen ausgeschlossen werden, ebenso Verformungen und andere als vertikale Bewegungen der Spule.
Am Internationalen Büro für Maß und Gewicht (BIPM) wurde ein Exemplar mit supraleitender Spule aufgebaut, das eine gleichzeitige Messung von Strom und Spannung ohne Messfehler durch einen Spulenwiderstand erlaubt. Dadurch sinken die Anforderungen an die Konstanz von Magnetfeld und Spulengeometrie.
Für die Testmasse in der Watt-Waage werden verschiedene Legierungen diskutiert, beispielsweise eine Gold-Platin-Legierung. Das Material muss nicht nur, wie für Masse-Maßverkörperungen üblich, abrieb- und korrosionsfest sein, sondern auch eine möglichst geringe magnetische Suszeptibilität (Magnetisierbarkeit) aufweisen.

## Alternative Verfahren
Zur Realisierung des Kilogramms gibt es alternative Möglichkeiten, insbesondere die XRCD-Methode, bei der das Kilogramm als Vielfaches der Atommasse eines bestimmten Nuklids realisiert wird. 
Siehe hierzu Kilogramm#Realisierungen der Definition.